# David Guez
David Guez (nacido el 8 de diciembre de 1982) es un tenista francés. Ha ganado trece torneos y ha sido finalistas en otros siete. En su mejor victoria derrotó 6-3 y 6-4 a Stanislas Wawrinka en el Grand Prix de Tenis de Lyon de 2009, aun así, en la siguiente ronda perdió contra su compatriota Gael Monfils por 4-6 y 5-7. Se clasificó para su único Grand Slam el 15 de enero de 2010, pero no pudo superar la primera ronda y perdió ante Julien Benneteau. Su mejor ranking en la ATP es 130.º que consiguió en 8 de febrero de 2010. 

## Clasificación en torneos del Grand Slam
| Torneo          | 2010 | Títulos |
| --------------- | ---- | ------- |
| Australian Open | 1r   | 0       |
| Roland Garros   | 1r   | 0       |
| Wimbledon       | -    | 0       |
| US Open         | -    | 0       |

## Torneos Challengers (2)
| N.º | Fecha               | Torneo          | Superficie    | Oponente en la final   | Resultado   |
| --- | ------------------- | --------------- | ------------- | ---------------------- | ----------- |
| 1.  | 7 de agosto de 2006 | San Petersburgo | Tierra batida | Edouard Roger-Vasselin | 6-0 6-2     |
| 2.  | 28 de junio de 2010 | Arad            | Tierra batida | Benoît Paire           | 6-3 1-6 6-3 |

## Clasificación por año
| Año  | Clasificación |
| ---- | ------------- |
| 2003 | 757           |
| 2004 | 413           |
| 2005 | 228           |
| 2006 | 219           |
| 2007 | 197           |
| 2008 | 190           |
| 2009 | 146           |
| 2010 | 116           |
| 2011 | 197           |
| 2012 | 217           |
| 2013 | 179           |
| 2014 | 212           |
| 2015 | 169           |